# یانگ–اگلینتون
یانگ–اگلینتون (انگلیسی: Yonge–Eglinton) محله ای در تورنتو، انتاریو، کانادا، در تقاطع خیابان یانگ و خیابان اگلینتون در میدتاون تورنتو یکی از چهار ناحیه تجاری مرکزی خارج از مرکز شهر تورنتو است.